# アーリーアダプター
アーリーアダプター（英: early adopter）早期導入者、またはライトハウスカスタマー、灯台顧客 (lighthouse customer) は、特定の会社、製品、技術を早期に導入する初期の顧客のことである。この用語は、社会学者のエヴェリット・ロジャースの著書『Diffusion of Innovation』(邦題: イノベーション普及学)に由来する。 

## 歴史
アーリーアダプターは、ベンダーの製品や技術の使用に加えて、ベンダーが将来の製品リリース、その配布方法、サービス、サポートの手段を改善するのに役立つ、かなり率直なフィードバックを提供する顧客のことである。アーリーアダプターによる早期導入は、プロジェクトの初期段階でのテストの一形態でもある。

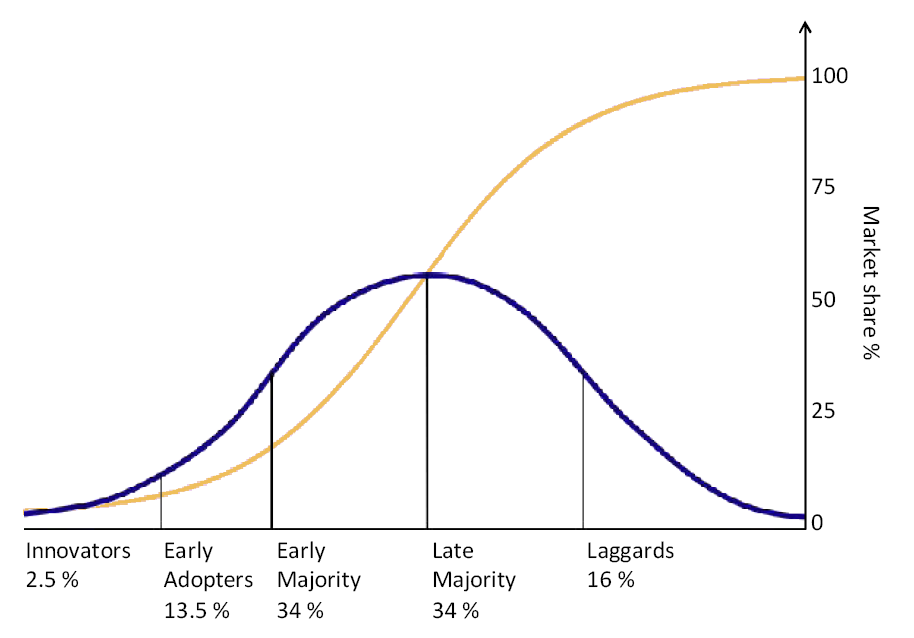
ロジャーズのベルカーブに示されているアーリーアダプター

アーリーアダプターとベンダーの関係は相乗的であり、顧客は有利な新製品や技術に早期に（時には独占的に）アクセスできる一方、アーリーアダプターは一種のモルモットとなる。
アーリーアダプターはライトハウスカスタマー（灯台顧客）と呼ばれることもある。これは、市場の先にまで光を当ててくれる先進的な顧客であるという意味が込められている。
灯台顧客になり、初期段階の製品テストと展開に共通する問題、リスク、および煩わしさにさらされることと引き換えに、灯台顧客は、人員を顧客にオンサイトで配置するといったベンダーの手厚い支援とサポートの提供を受けることがある。新しい技術は非常に高価であることが多いため、灯台顧客には優遇価格、条件が与えられることがある。
一方、ベンダーは、早期に売上を上げること、および製品とその市場投入メカニズムをさらに開発するために灯台顧客の承認と支援を受けることで恩恵を受ける。灯台顧客の獲得は、新製品の開発と実装における一般的なステップである。この種類の関係はベンダーにとって非常に価値がある。
早期導入には落とし穴がある。初期バージョンの製品はバグが多く、誤動作しやすい可能性がある。さらに、製品のより効率的で、時にはより安価なバージョンが、初期リリース（たとえばApple iPhoneもそうだったが）の数か月後に提示されることがある 。 新技術の早期導入時のコストが高くなることを「アーリーアダプター税」と呼ぶことがある。 